# Vira (Ariège)
Vira is een gemeente in het Franse departement Ariège (regio Occitanie) en telt 139 inwoners (2004). De plaats maakt deel uit van het arrondissement Pamiers.

## Geografie
De oppervlakte van Vira bedraagt 5,2 km², de bevolkingsdichtheid is 26,7 inwoners per km².
De onderstaande kaart toont de ligging van Vira (Ariège) met de belangrijkste infrastructuur en aangrenzende gemeenten.

## Demografie
Onderstaande figuur toont het verloop van het inwonertal (bron: INSEE-tellingen).

Vanwege een beveiligingsprobleem met de MediaWiki Graph-software is het momenteel niet mogelijk deze grafiek weer te geven. Zodra de software is bijgewerkt zal de grafiek vanzelf weer zichtbaar worden.